# Dolichotachina grandis
Dolichotachina grandis är en tvåvingeart som beskrevs av Zumpt 1976. Dolichotachina grandis ingår i släktet Dolichotachina och familjen köttflugor.
Artens utbredningsområde är Kenya. Inga underarter finns listade i Catalogue of Life.